# 阿尔德冈 (法菲)
阿尔德冈是葡萄牙布拉加区的一个堂区。总面积3.14平方公里，总人口342人，人口密度108.9人/平方公里。